# دولتسه (ناحیه پلزن-جنوبی)
دولتسه (به چکی: Dolce) یک منطقهٔ مسکونی در جمهوری چک است که در Plzeň-South District واقع شده‌است. دولتسه ۵٫۹۹ کیلومتر مربع مساحت و ۲۷۷ نفر جمعیت دارد و ۴۵۲ متر بالاتر از سطح دریا واقع شده‌است.